# Peter Tägtgren
Alf Peter Tägtgren, född 3 juni 1970 i Grangärde, är en svensk sångare, musiker, låtskrivare och producent.
Som musiker har Tägtgren gjort sig känd som multiinstrumentalist och behärskar trummor, gitarr, elbas samt keyboard. Han är även vokalist och sjunger både ren och growlad sång. Han är frontman för såväl det melodiska dödsmetallbandet Hypocrisy som industrimetalbandet Pain, och har också bildat bandet Lindemann tillsammans med Rammsteins sångare Till Lindemann. I övrigt kan nämnas att han under en tid sjöng i bandet Bloodbath.
Tägtgren äger musikstudion The Abyss studio där han producerar olika metalband tillsammans med sin bror, Tommy Tägtgren. Band som spelat in sina skivor i studion är bland annat Dimmu Borgir, Dark Funeral, Immortal, Sabaton och Raise Hell.

## Diskografi
Algaion
- Vox Clamentis - 1996 (trummor)

Bloodbath
- Nightmares Made Flesh - 2004 (sång)

Edge of Sanity
- Infernal - 1997 (sologitarr på en låt)

Hypocrisy
- Penetralia - 1992 (gitarr, keyboard)
- Osculum Obscenum - 1993 (gitarr, keyboard)
- The Fourth Dimension - 1994 (gitarr, sång, keyboard)
- Abducted - 1996 (gitarr, sång, keyboard)
- The Final Chapter - 1997 (gitarr, sång, keyboard)
- Hypocrisy - 1999 (gitarr, sång, keyboard)
- Into the Abyss - 2000 (gitarr, sång, keyboards)
- Catch 22 - 2002 (gitarr, sång, keyboard)
- The Arrival - 2004 (gitarr, sång, keyboard)
- Virus - 2005 (gitarr, sång, keyboard)
- A Taste of Extreme Divinity  - 2009 (gitarr, sång, keyboard)
- End of Disclosure  - 2013 (gitarr, sång, keyboard)

Lindemann
- Skills in Pills - 2015 (alla instrument)
- F & M - 2019 (alla instrument)
- Live in Moscow (gitarr, keyboard)

Lock Up
- Pleasures Pave Sewers - 2011 (sång)

Marduk
- Live in Germania - 1997 (live, gitarr)

Pain
- Pain - 1997 (sång, alla instrument)
- Rebirth - 1999 (sång, alla instrument)
- Live Is Overrated (DVD)
- Nothing Remains the Same - 2002 (sång, alla instrument)
- Dancing with the Dead - 2005 (sång, alla instrument)
- Psalms of Extinction - 2007 (sång, alla instrument)
- Cynic Paradise - 2008 (sång, alla instrument)
- You Only Live Twice - 2011 (sång, alla instrument)
- We Come In Peace - 2012 (sång, gitarr)
- Coming Home - 2016 (sång, alla instrument)
- I Am - 2024 (sång, alla instrument)

Roadhouse Diet
- Original Soundtrack - 2015 ( trummor)

Sabaton
- Carolus Rex - 2012 (Gästsång på två spår)

The Abyss
- The Other Side - 1995 (sång, trummor, bas)
- Summon the Beast - 1996 (sång, trummor, bas)

Therion
- A'arab Zaraq - Lucid Dreaming - 1997 (producent, gitarr, piano)

The Unguided
- Hell Frost - 2011 (gästframträdande i låten Pathfinder)

War
- Total War - 1997 (trummor)

### Som producent
- Amon Amarth - Once Sent from the Golden Hall (1998)
- Borknagar - Quintessence (2000)
- Carnalation - Deathmask (2012)
- Celtic Frost - Monotheist (2006)
- Centinex - Malleus Maleficarum (1996)
- Children of Bodom - Follow the Reaper (2000)
- Children of Bodom - Blooddrunk (2008)
- Civil War - Gods and Generals (2015)
- Dark Funeral - The Secrets of the Black Arts (1996)
- Dark Funeral - Vobiscum Satanas (1998)
- Dark Funeral - Teach Children to Worship Satan (2000)
- Dark Funeral - In the Sign... (2000)
- Dark Funeral - Diabolis Interium (2001)
- Death Organ - 9 to 5 (1995)
- Destruction - "All Hell Breaks Loose" (2000)
- Dimmu Borgir - Enthrone Darkness Triumphant (1997)
- Dimmu Borgir - Godless Savage Garden (1998)
- Dimmu Borgir - Spiritual Black Dimensions (1999)
- Dimmu Borgir - Stormblåst MMV (2005)
- Dogpound -III (2007)
- Dynazty - Sultans of Sin (2012)
- Fleshcrawl - Bloodsoul (1996)
- Fleshcrawl - Bloodred Massacre (1997)
- Gardenian - Sindustries (2000)
- Immortal - At the Heart of Winter (1999)
- Immortal - Damned in Black (2000)
- Immortal - Sons of Northern Darkness (2002)
- Love Like Blood - Snakekiller (1998)
- Maryslim - Split Vision (2004)
- Maryslim - A Perfect Mess (2007)
- Old Man's Child - Revelation 666 - The Curse of Damnation (2000)
- Pain - Pain (1997)
- Pain - Rebirth (2000)
- Pain - Nothing Remains The Same (2002)
- Pain - Dancing With The Dead (2005)
- Pain - Psalms Of Extinction (2007)
- Pain - Cynic Paradise (2008)
- Raubtier - Från Norrland till helvetets port (2012)
- Rotting Christ - Khronos (2000)
- Sabaton - The Art of War (2008)
- Sabaton - Carolus Rex (2012)
- Sabaton - Heroes (2014)
- Sanctification - Black Reign (2009)
- Susperia - Predominance (2000)
- Susperia - Vindication (2002)
- Therion - A'arab Zaraq - Lucid Dreaming (1997)
- The Hymans - Hymiliation (1995)

Peter har även producerat alla Hypocrisys album från -94 till nutid.